# Ensete

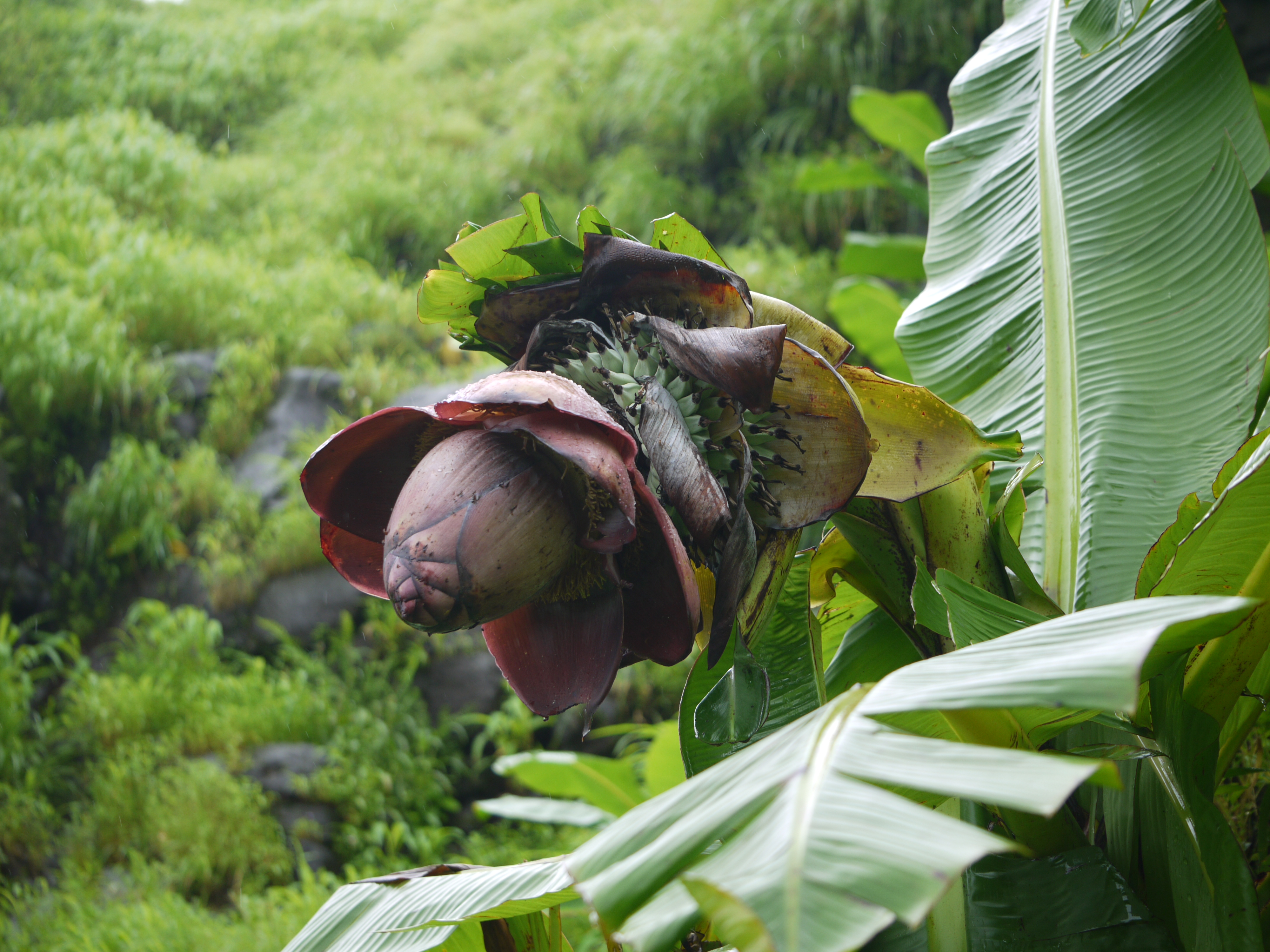
Ensete superbum

Ensete Horan. – rodzaj tropikalnych roślin należący do rodziny bananowatych. Obejmuje w zależności od ujęcia 7 do 10 gatunków. Od blisko spokrewnionych bananów rodzaj ten różni się tym, że obejmuje rośliny monokarpiczne (nie wytwarzają rozłogów), ich liście są bardzo krótkoogonkowe, najbardziej rozpowszechnione są w Afryce, mają duże nasiona i haploidalną liczbę chromosomów wynoszącą 9. Poza tropikalną Afryką rośliny te występują w południowo-wschodniej Azji na obszarze od północno-wschodnich Indii po Chiny i Nową Gwineę. Przynajmniej w trzeciorzędzie rodzaj był znacznie bardziej rozpowszechniony, o czym świadczy znalezienie jego skamieniałych nasion sprzed 43 milionów lat temu w zachodniej części Ameryki Północnej.
Ensete ventricosum w spichrzowych pochwach liściowych nibyłodygi i bulwiastych kłączach gromadzi skrobię i jest główną rośliną pokarmową na niektórych obszarach Afryki (np. na wyżynach Etiopii). Prawdopodobnie gatunek był też ważną rośliną pokarmową w Starożytnym Egipcie. Jadalne są po obróbce cieplnej także kwiatostany i nasiona, te ostatnie wykorzystuje się także jako koraliki. Ensete lasiocarpum (=Musella lasiocarpa) ma jadalną łodygę, z której sporządza się także fermentowany napój. Z rośliny pozyskuje się włókna do sporządzania sznurów i wykorzystuje leczniczo. Ensete livingstonianum (=E. religiosum) uprawiana jest w tropikalnej Afryce jako roślina-fetysz.
E.  ventricosum uprawiana jest poza Afryką jako roślina ozdobna w tropikalnych ogrodach (strefy mrozoodporności 10–12). Walorem ozdobnym są okazałe rozmiary (osiąga do 9 m wysokości) i wielkie liście (do 3,5 m długości) oraz kwiatostan osiągający 3 m długości. W strefie umiarkowanej roślina ta uprawiana jest jako doniczkowa.

## Morfologia
PokrójOkazałe byliny monokarpiczne tj. zamierające po zakwitnięciu i wydaniu owoców. Łodyga krótka, nierozgałęziona (pąk boczny powstaje tylko w przypadku uszkodzenia wierzchołka) wyrasta z mięsistego kłącza i w czasie kwitnienia wyrasta ponad nibyłodygę tworzoną z luźno stulonych, sztywnych pochew liści.
LiścieSkrętoległe, o całobrzegiej, okazałej blaszce liściowej z pierzastym żyłkowaniem. Blaszka u nasady zwęża się w krótki ogonek.
KwiatyZebrane w wyrastający szczytowo kwiatostan, początkowo rozetkowaty, z czasem coraz bardziej wydłużony i zwisający. Grzbieciste, obu- lub jednopłciowe kwiaty wyrastają w kątach pochwiasto rozszerzonych, mięsistych, zielonych lub czerwonych i trwałych przysadek. W szczytowej części kwiatostanu rozwijają się kwiaty męskie, a w dolnej żeńskie i obupłciowe. Okwiat składa się z listków wyrastających w dwóch okółkach. Pięć działek (wszystkie zewnętrzne i 2 z okółka wewnętrznego) zrośniętych ze sobą jest rozciętych jednak niemal do nasady (na szczycie są trójklapowe), jeden listek z okółka wewnętrznego pozostaje wolny i jest szerszy od działek zrastających się, na szczycie tępy lub trójząbkowy. Pręcików jest zwykle 6. Słupek jest pojedynczy o dolnej, trójkomorowej, pojedynczej zalążni, w każdej komorze z licznymi zalążkami.
OwoceJagody skórzaste i suche (np. E. lasiocarpum) lub mięsiste, o bardzo aromatycznym miąższu. Nasiona niezbyt liczne, kuliste lub o kształcie nieregularnym, o średnicy zwykle ponad 1 cm.

## Systematyka
Rodzaj opisany został po raz pierwszy przez Pawła Fiodorowicza Gorjaninowa (Horaninowa) w 1862, ale jeszcze przez kilkadziesiąt kolejnych lat wszystkie te rośliny opisywano raczej jako przynależne do rodzaju banan Musa. Dopiero publikacja Ernesta E. Cheesmana z 1947 spowodowała faktyczne uznanie Ensete za odrębny rodzaj. Badania molekularne potwierdziły odrębność rodzaju sytuując go wraz z blisko spokrewnionym lub włączanym do Ensete gatunkiem Musella lasiocarpa w pozycji siostrzanej do rodzaju banan.
Wykaz gatunków
- Ensete glaucum (Roxb.) Cheesman
- Ensete homblei (Bequaert ex De Wild.) Cheesman
- Ensete lecongkietii Luu, N.L.Vu & Q.D.Nguyen
- Ensete livingstonianum (J.Kirk) Cheesman
- Ensete perrieri (Claverie) Cheesman
- Ensete superbum (Roxb.) Cheesman
- Ensete ventricosum (Welw.) Cheesman

W ujęciu systematycznym włączającym tu monotypowy rodzaj Musella (z gatunkiem M. lasiocarpa (Franch.) C.Y.Wu ex H.W.Li) stanowi on gatunek: 
- Ensete lasiocarpum (Franch.) Cheesman